# Elezioni generali in Nuova Zelanda del 2008
Le elezioni generali in Nuova Zelanda del 2008  si tennero l'8 novembre per il rinnovo della Camera dei rappresentanti. In seguito all'esito elettorale, John Key, espressione del Partito Nazionale, divenne Primo ministro.

## Risultati
| Liste                                 | Nazionale | Nazionale | Nazionale | Circoscrizionale | Circoscrizionale | Circoscrizionale | Totale seggi |
| Liste                                 | Voti      | %         | Seggi     | Voti             | %                | Seggi            | Totale seggi |
| ------------------------------------- | --------- | --------- | --------- | ---------------- | ---------------- | ---------------- | ------------ |
| Partito Nazionale della Nuova Zelanda | 1 053 398 | 44,93     | 17        | 1 072 024        | 46,60            | 41               | 58           |
| Partito Laburista della Nuova Zelanda | 796 880   | 33,99     | 22        | 810 238          | 35,22            | 21               | 43           |
| Partito Verde della Nuova Zelanda     | 157 613   | 6,72      | 9         | 129 584          | 5,63             | -                | 9            |
| New Zealand First                     | 95 356    | 4,07      | -         | 38 813           | 1,69             | -                | -            |
| ACT New Zealand                       | 85 496    | 3,65      | 4         | 68 852           | 2,99             | 1                | 5            |
| Partito Maori                         | 55 980    | 2,39      | -         | 76 836           | 3,34             | 5                | 5            |
| Partito Progressista                  | 21 241    | 0,91      | -         | 25 981           | 1,13             | 1                | 1            |
| United Future New Zealand             | 20 497    | 0,87      | -         | 25 955           | 1,13             | 1                | 1            |
| Bill and Ben Party                    | 13 016    | 0,56      | -         | 0                | 0,00             | -                | -            |
| The Kiwi Party                        | 12 755    | 0,54      | -         | 15 528           | 0,68             | -                | -            |
| Aotearoa Legalise Cannabis Party      | 9 515     | 0,41      | -         | 3 884            | 0,17             | -                | -            |
| New Zealand Pacific Party             | 8 640     | 0,37      | -         | 9 714            | 0,42             | -                | -            |
| The Family Party                      | 8 176     | 0,35      | -         | 9 214            | 0,40             | -                | -            |
| Altri <0,10%                          | 6 003     | 0,26      | -         | 13 643           | 0,59             | -                | -            |
| Totale                                | 2 344 566 | 100       | 52        | 2 300 266        | 100              | 70               | 122          |